# Рене ван де Керкоф
Рене ван де Керкоф (хол. René van de Kerkhof; Хелмонд, 16. септембар 1951) бивши је холандски фудбалер.

## Каријера
Ван де Керкхоф и његов брат близанац Вили били су чланови холандске репрезентације која је 1974. ушла у финале Светског првенства. Били су кључни играчи у тиму који је такође играо у финалу 1978. године. Играо је за Холандију на Европском првенству 1976. године у Југославији, када су освојили треће место и затим 1980. године у Италији. Наступио је 47 пута у дресу са државним грбом и постигао пет голова.
Остао је запамћен због инцидента пре финала Светског првентва 1978. године, када су Аргентинци имали приговор због гипса који је носио на повређеној подлактици, пошто су сматрали да је могао повредити аргентинске играче. Холандски фудбалери претили су да неће изаћи на терен, па је финални меч мало каснио. На крају је пронађено компромисно решење, и утакмица је одиграна, а Холандија је изгубила након продужетака резултатом 3:1.
Његова најуспешнија година у каријери је била 1978, осим што је играо финале на Светском првенству, те године је освојио и Куп УЕФА, холандско првенство и куп у дресу ПСВ-а из Ајндховена. Поред Твентеа и ПСВ-а, у каријери је играо још за Сејко, Халмонд Спорт и Ајндховен.
Пеле га је сврстао 2004. године на ФИФА 100 листу најбољих живих фудбалера.

## Успеси
ПСВ Ајндховен
- Ередивизија: 1974/75, 1975/76, 1977/78.
- Куп Холандије: 1973/74, 1975/76.

Холандија
- Светско првенство финале: 1974, 1978.
- Европско првенство треће место: 1976.